# Heerlijkheid Hilvarenbeek
De heerlijkheid Hilvarenbeek was een heerlijkheid die ontstaan is in de middeleeuwen, en die bestaan heeft tot 1795, het einde van het ancien régime. Een heerlijkheid was een gebied waarvoor een aantal rechten, door een vorst, werden verleend aan de leenheren van die heerlijkheid, zoals het cijnsrecht, dat vergelijkbaar is met de Onroerendezaakbelasting in de huidige gemeente Hilvarenbeek.Het geeft dus geen eigendomsrecht aan van de gronden binnen de heerlijkheid. Het benoemen van schepenen in de schepenbank, behoorde wel tot de rechten.

Hilvarenbeek was een bijzondere heerlijkheid, omdat er twee leenheren waren, namelijk de prins-bisschop van Luik en de hertog van Brabant, die beiden halfheer waren. Dit maakte de bestuursstructuur ingewikkeld.

## Gebied
De heerlijkheid bestond uit de dorpen Hilvarenbeek, Diessen, Westelbeers en Riel.

## Ontstaan
De Abdij van Echternach had omvangrijke bezittingen in het gebied, de Hertog van Brabant bezat de meeste woeste gronden. De Abdij van Echternach viel onder het prins-bisschop van Luik, dat zijn rechten aan adellijke families uit de omgeving  beleende.  De hertog van Brabant liet zich vertegenwoordigen door de schout van het Kwartier van Oisterwijk.
Het rechtsgebied vinden we op 4 november 1426 vermeld als de `Eninge van Hyldwarenbeke'. Daarin trad de drossaard op als rechtsvorderaar of officier van justitie en spraken de schepenen recht.

Vanuit Hilvarenbeek werden vijf schepenen benoemd, vanuit Diessen twee. Westelbeers en Riel waren buurtschappen zonder vaste kern of kerk en hadden geen vertegenwoordiging in de schepenbank.

## De heerlijke rechten
In de archieven van de heerlijkheid over de periode 1648-1938 worden als rechten genoemd:
- Benoemingsrecht (drossaard, vorster, schutter, secretaris, schepenen en gezworenen.[2])
- Jacht- en visrecht
- Houtschat
- Cijnsrecht
- Collatierecht
- Tienden

## De Halfheren voor het bisdom Luik

### van Herlaer
In een oorkonde uit 1246 komt Diederik van Herlaer voor het eerst voor in relatie tot Hilvarenbeek.
In 1310 stellen Jan II van Brabant en Gerard van Herlaer statuten vast voor het kapittel.  Deze oudste generaties van de familie van Herlaer traden eerst op als voogden van de abdij van Echternach, en bouwden dit uit tot de (half)heerlijke rechten.

Het kasteel van de heren van Herlaer lag aan de samenvloeiing van de Esschestroom- die toen Dieze heette - en de Dommel bij Sint-Michielsgestel.
De stamvader van de familie van Herlaer, Diederik van Herlaer, stamt uit het geslacht van Loon.

### van Horne
Gerard van Loon, gehuwd met Aleid van Herlaer, verkoopt op 30 maart 1314 het goed van Herlaer aan Heer Geraert van Hoerne, van Altena en Perwijs. Gerard van Hoerne (1270-1331) doet in 1315 leenverhef te Brussel voor de bisschop van Luik van de heerlijkheid, de hoge en lage justitie van de huizen Herlaer en Outherlaer met de daarbij behorende landgoederen.

Horn is een kerkdorp in Limburg.  De adellijke familie Huis Horne wordt voor het eerst genoemd rond 1100.

### van Leefdael
Namens de Hertog van Brabant trad Rogier van Leefdael, de drossaard van Brabant op als halfheer.
In 1328 kocht van Leefdael de heerlijke rechten van Gerard van Hoorne en diens echtgenote Irmgard van Kleef.
Rogier overleed op 29 januari 1333, zijn echtgenote, Agnes van Kleef, die na zijn dood als Vrouwe van Beke optrad, op 17 mei 1338.
Hun zoon Jan van Leefdael volgde zijn vader op als Heer van Hilvarenbeek.Jan van Leefdael overleed tussen 17 augustus en 30 september 1346 kinderloos. Met hem stierf deze tak in wettige mannelijke lijn uit.
Jan had een in 1345 overleden broer Lodewijk en 5 zussen, Isabel getrouwd met ridder Willem van Petershem (1326-1355), Catharina getrouwd met Gijsbert van Bronkhorst (1316-1356), Margriet getrouwd met Willem van Cranendonk, Agnes getrouwd met Jan van Grimbergen en Elisabeth.

Na de dood van Jan van Leefdael ontstonden er moeilijkheden binnen de familie inzake de erfopvolging, met name tante Margriet wordt als aanstichter genoemd.
Leefdaal is een dorp in de Belgische provincie Vlaams-Brabant en een deelgemeente van Bertem.

### van Bronkhorst
Rogier van Bronkhorst (1346-1419), zoon van Catharina en Gijsbert wordt dan genoemd als Heer van Hilvarenbeek.

### van Merode-Petershem
Jan II van Petershem (1340-1390), zoon van Isabel van Leefdael en Willem van Petershem, wordt in 1347 definitief Heer van Hilvarenbeek.
Na zoon Rutger (1370-1443) kwam in 1443 de heerlijkheid in handen van Richard II van Merode (1370-1446), die in 1410 getrouwd was met Beatrix van Petershem (1392-1450), een kleindochter van Jan II.

De van Merodes blijven Heer van Hilvarenbeek tot en met Maximiliaan Anton van Merode-Pietersheim (1611-1670), graaf van Montfoort, 1e markies van Deinze, heer van Hilvarenbeek etc, die trouwde op 28 november 1629 met Anna Françoise de Carondelet, Vrouwe van Soire-sur-Sambre, vicomtesse de Wavremont (héritière), dochter van Guillaume-Hector de Carondelet , vicomte de Wavremont, Heer van Solre-sur-Sambre en Hélène de la Pierre de Bousies.
Hun zoon Ferdinand kwam in financiële problemen en had schulden aan Catharina de Cort-Stevens, en daartoe de heerlijkheden Hilvarenbeek en Oirschot in onderpand gegeven. In 1672 kwam het tot een gerechtelijke verkoop, waarna Catharina op Kasteel Ten Berghe kwam wonen en Maarten Christiaan Sweerts de Landas, telg uit een Protestantse adellijke familie, het Kasteel Oud Beijsterveld te Oirschot kocht. Daarmee kwam er een einde aan het eeuwenlange bezit van de heerlijkheden Oirschot en Hilvarenbeek door de van Merodes.

Petershem - ook geschreven als Pietersheim - is zowel een heerlijkheid, een baronie als een kasteel bij Lanaken aan de Maas.

Petershem is een kasteel en heerlijkheid bij Lanaken aan de Maas.

De Merode, ook van Merode en von Merode genaamd, is een oud Belgisch, Duits en Nederlands adellijk geslacht, oorspronkelijk afkomstig uit het Rijnland, bij Düren.

### de Cort-Stevens
Catharina Stevens, weduwe van Hendrik de Cort (Hilvarenbeek 1613-1669), is dan van 1672 tot 1692 eigenaar van de heerlijke rechten van Hilvarenbeek, en ook van Oirschot waar zij gaat wonen op kasteel 'den Bergh'.
Zij wordt in 1692 opgevolgd door haar oudste zoon Johannes Hyacinthus Francois de Cort. Deze trouwde in Brussel en ging daar wonen. Hij liet de bemoeienis met zijn heerlijkheid Hilvarenbeek over aan zijn broer Philip die na zijn vertrek naar Brussel eenzaam achter bleef op kasteel ‘den Bergh’.

Vervolgens zijn de rechten in handen van Quilhelmus Johannes de Cort, van 1732 tot 1777, en daarna van Johannes Josephus de Cort tot 1779.

In 1779 verkocht familie de Cort de heerlijkheid aan mr. Michel Hubert, oud-schepen van Rotterdam.

### Hubert
Michel Hubert is dan tot Franse Tijd (1797) de laatste Heer van Hilvarenbeek.  
Hubert was o.a. getrouwd met Theodora van Teylingen, hun dochter Jacoba was tot 1839 Vrouwe van Hilvarenbeek.

## Na de val van's-Hertogenbosch
In de Tachtigjarige Oorlog, na de val van 's-Hertogenbosch in 1629 werd de heerlijkheid bestuurd door de Staten-Generaal van de Nederlanden.
In 1648 bij de Vrede van Münster gingen ook formeel de rechten van de Hertog van Brabant over naar de Staten-Generaal, en werd Hilvarenbeek een half Staats-dorp en half Heerlijkheid.

## De Bataafse Republiek-het einde van de heerlijkheid
Na een fluwelen revolutie werd de Bataafse Republiek op 19 januari 1795 uitgeroepen, en werd gestart met een grondwetsherziening.
In de algemene beginselen werd over de heerlijke rechten opgenomen:
XXV. Alle Tiend-, Chijns- of Thijns-, Nakoops-, Afstervings-, en Naastings-Regten, van welken aard, mids-gaders alle andere Regten of Verpligtingen, hoe ook genoemd, uit het Leenstelsel of Leenrecht afkomstig, en die hunnen oorsprong niet hebben uit een wederzijdsch vrijwillig en wettig verdrag, worden, met alle de gevolgen van dien, als strijdig met der Burgeren gelijkheid en vrijheid, voor altijd vervallen verklaard.

## De periode tot 1848
Onder de regering van Willem I werden heerlijke rechten, die bestuursgezag gaven beperkt hersteld, totdat zij in 1848 opgeheven werden.

## Het jachtrecht
Het jachtrecht was in de Franse tijd opgeheven, maar in 1814 weer door Willem I hersteld. Dit recht was overerfbaar.
In 1790 werd het jachtrechtdeel van de Staten-Generaal gekocht door Peter Bouwens, de toenmalige bewoner van Huis Groenendaal. 
In 1879 kocht Hubertus Swagemakers de andere helft van het jachtrecht van Hilvaardina Theodora Sloet van Zwanenburg, de erfgenaam van de halfheren van de Luikse kant en nazaat van Theodora van Teylingen, waarop hij zich "de laatste Heer van Hilvarenbeek" liet noemen, hoewel dat geen enkele betekenis meer had. Uiteindelijk werd in 1923 bij de invoering van de Jachtwet ook het jachtrecht opgeheven.